# Schipholgebouw
Het Schipholgebouw, afgekort SHG, (ook wel genoemd Schiphol Hoofdgebouw) is een kantoorgebouw op Schiphol-Centrum dat vooral is gebouwd voor de kantoren van de luchthaven-exploitant Schiphol Group (oftewel de NV Luchthaven Schiphol).
Het gebouw ligt bij de afrit Schiphol van de Rijksweg A4 (Amsterdam-Den Haag).
Het complex is vooral gebouwd in de periode 1994 - 1997, naar ontwerp van architect Wim Quist. De buitenvorm is grillig, de ruimtes binnen zijn open, transparant opgezet. Het eerste deel kon in gebruik worden genomen in 1995. Er werken nu ongeveer duizend mensen.
In 1997 is op de voornamelijk uit aluminium platen bestaande zijmuur aan de kant van de snelweg het werk Fibonaccireeks aangebracht van de Italiaanse kunstenaar Mario Merz. Deze licht-installatie met neon is zeer groot: het beslaat de diagonaal van een vierkant van 17,5 x 17,5 meter.
Het gebouw lag dicht bij het Aviodome, waarin van 1971 tot 2003 een luchtvaartmuseum was gevestigd. Na de verhuizing van het museum naar Lelystad is deze geodetische koepel in 2004 afgebroken. Op die plek is nu een parkeerterrein (P22) voor onder meer het Schipholgebouw.

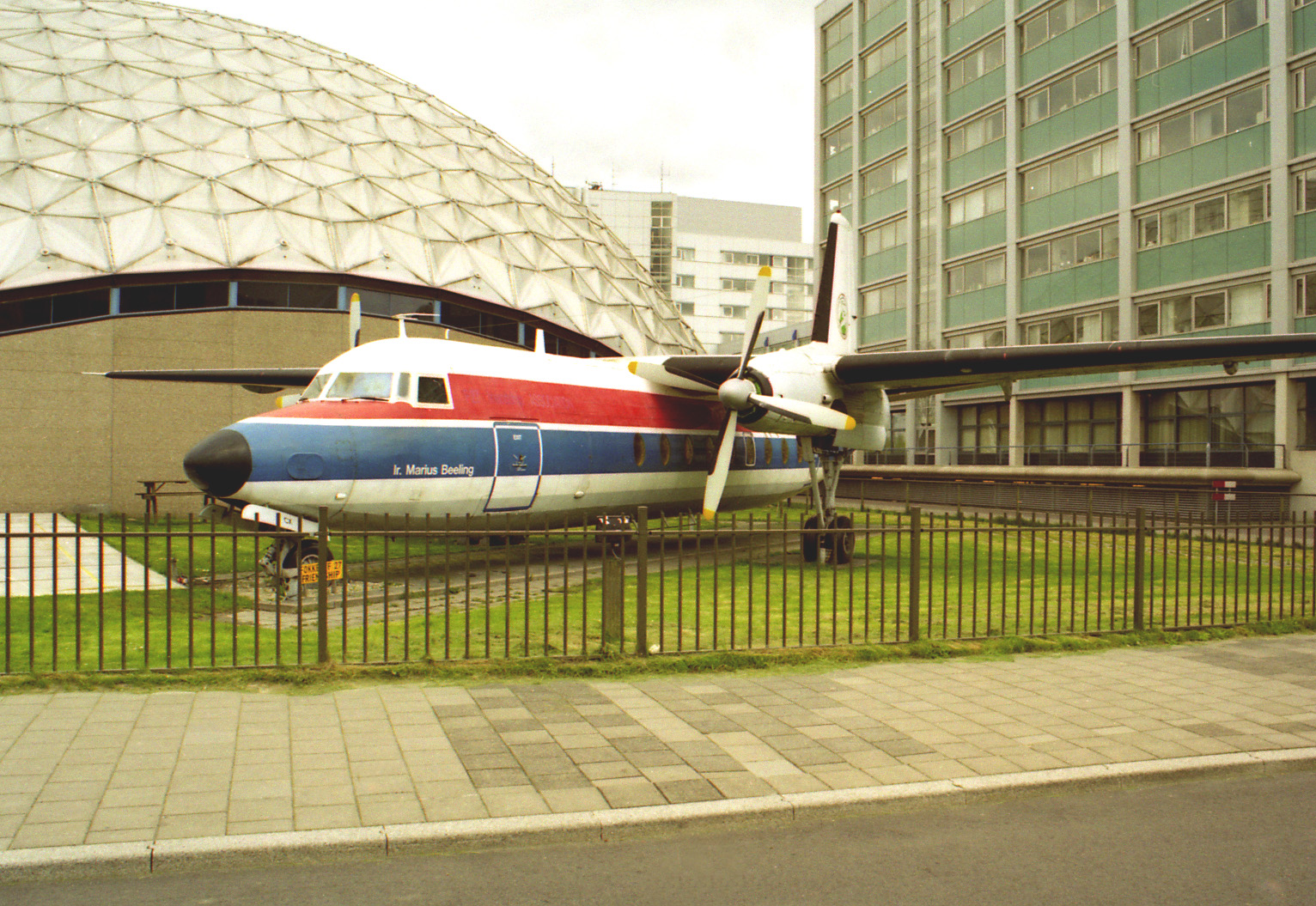
Het Aviodome in 2001